# Figueiró dos Vinhos
Figueiró dos Vinhos és un municipi portuguès, situat al districte de Leiria, a la regió del Centre i a la subregió de Pinhal Interior Norte. L'any 2006 tenia 6.959 habitants. Limita al nord amb Lousã, a l'est amb Castanheira de Pera i Pedrógão Grande, al sudeste amb Sertã, al sud amb Ferreira do Zêzere, a l'oest amb Alvaiázere, Ansião i Penela i al nord-oest amb Miranda do Corvo.

## Població
| Població del concelho de Figueiró dos Vinhos (1801 – 2004) | Població del concelho de Figueiró dos Vinhos (1801 – 2004) | Població del concelho de Figueiró dos Vinhos (1801 – 2004) | Població del concelho de Figueiró dos Vinhos (1801 – 2004) | Població del concelho de Figueiró dos Vinhos (1801 – 2004) | Població del concelho de Figueiró dos Vinhos (1801 – 2004) | Població del concelho de Figueiró dos Vinhos (1801 – 2004) | Població del concelho de Figueiró dos Vinhos (1801 – 2004) | Població del concelho de Figueiró dos Vinhos (1801 – 2004) |
| ---------------------------------------------------------- | ---------------------------------------------------------- | ---------------------------------------------------------- | ---------------------------------------------------------- | ---------------------------------------------------------- | ---------------------------------------------------------- | ---------------------------------------------------------- | ---------------------------------------------------------- | ---------------------------------------------------------- |
| 1801                                                       | 1849                                                       | 1900                                                       | 1930                                                       | 1960                                                       | 1981                                                       | 1991                                                       | 2001                                                       | 2004                                                       |
| 2430                                                       | 5068                                                       | 9702                                                       | 10699                                                      | 11545                                                      | 8754                                                       | 8012                                                       | 7352                                                       | 7080                                                       |

### Freguesies
- Aguda
- Arega
- Bairradas
- Campelo
- Figueiró dos Vinhos